# Rüstkammer

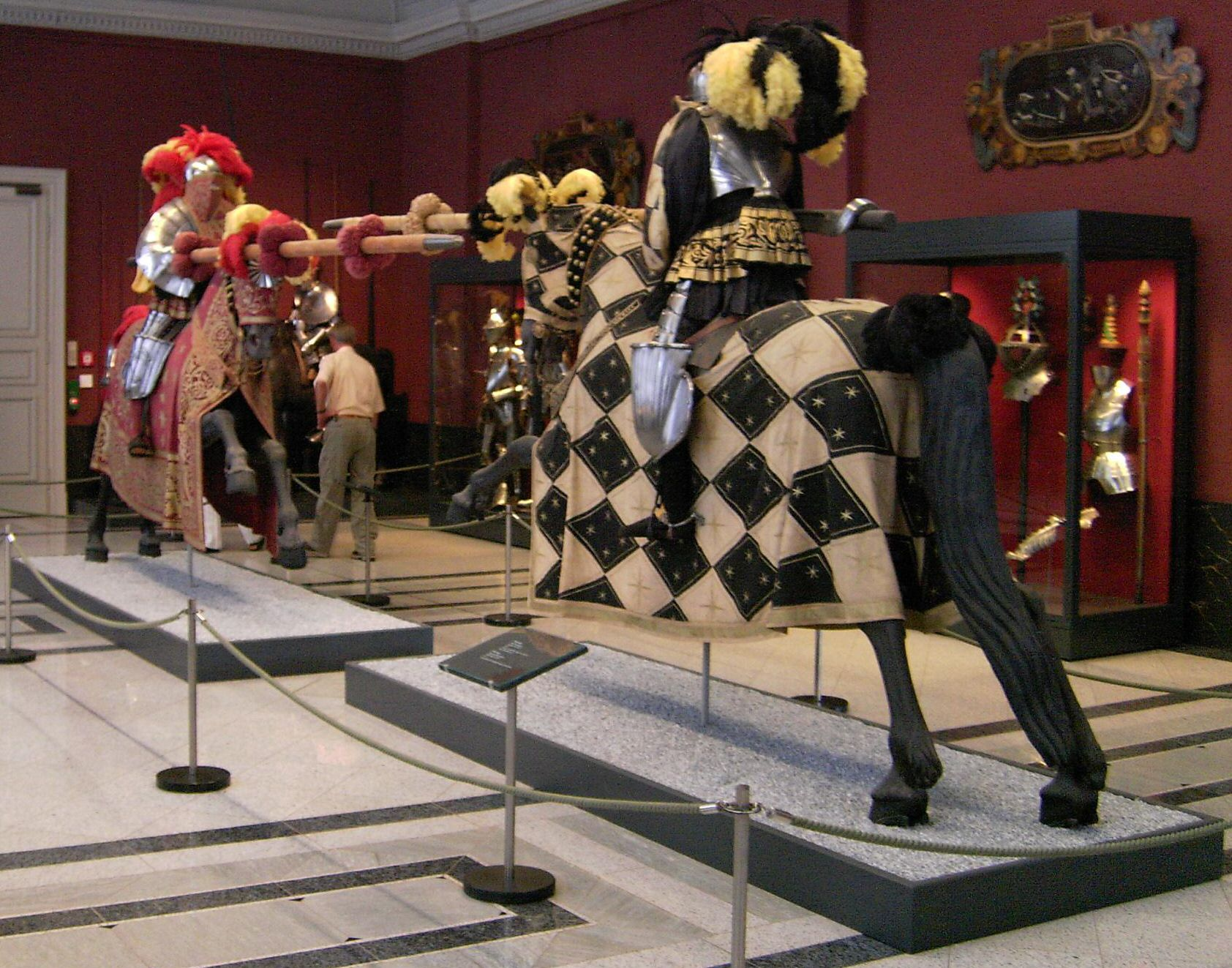
Chambre des armes (Rüstkammer)

La Rüstkammer (Salle d’Armes ou Chambre des Armures) est un musée situé dans le palais Zwinger, à Dresde, Allemagne. Elle fait partie du complexe des Collections Nationales de Dresde.
La Rüstkammer est une collection d’armes de parade et de costumes qui compte parmi les plus précieuses du monde. C’est en tous cas la première d’Allemagne. Plus de 1 300 objets venus de toute l’Europe font revivre les fêtes célébrées à la cour, les tournois des chevaliers et les chasses. Des armes décorées à l’extrême, des objets du cabinet de curiosités, des armures des tournois et des armes d’hast impressionnantes, des images de tournois et des portraits de princes du XVIe siècle au XVIIIe siècle reflètent bien les coutumes et les fastes de la cour princière des Wettin. Ils donnent une idée d’ensemble des fêtes merveilleuses célébrées à la cour de Dresde. 
La Cabinet Turc (Türckische Cammer) fait partie de la Chambre des armes (Rüstkammer). Elle consiste en une collection séparée qui porte sur l'art de l'Empire ottoman. Elle est située dans le Château de la Résidence de Dresde. Après la reconstruction du château de la Résidence en 2013, la Salle des armes va retrouver sa location originale dans le château.  

## Histoire

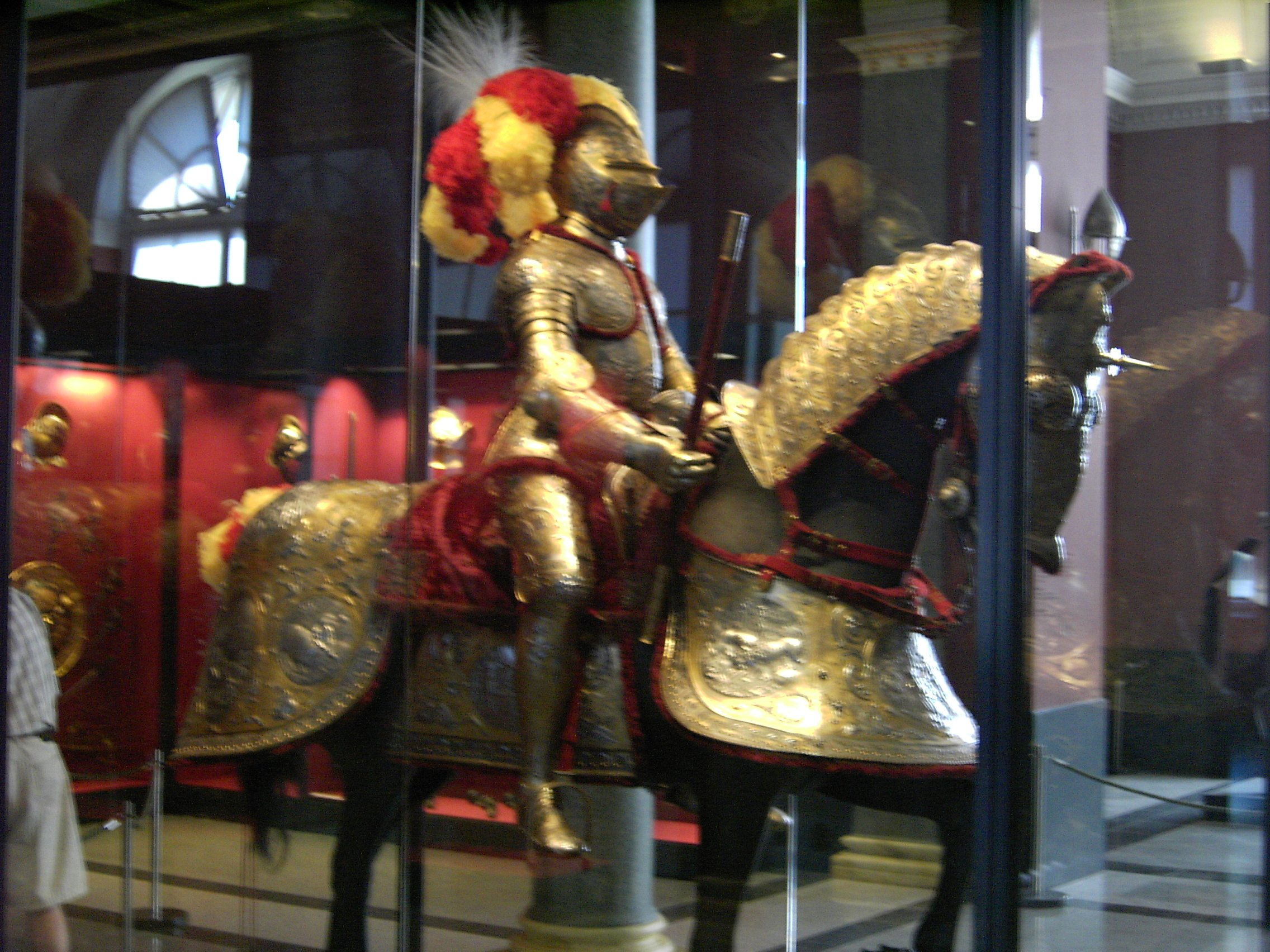

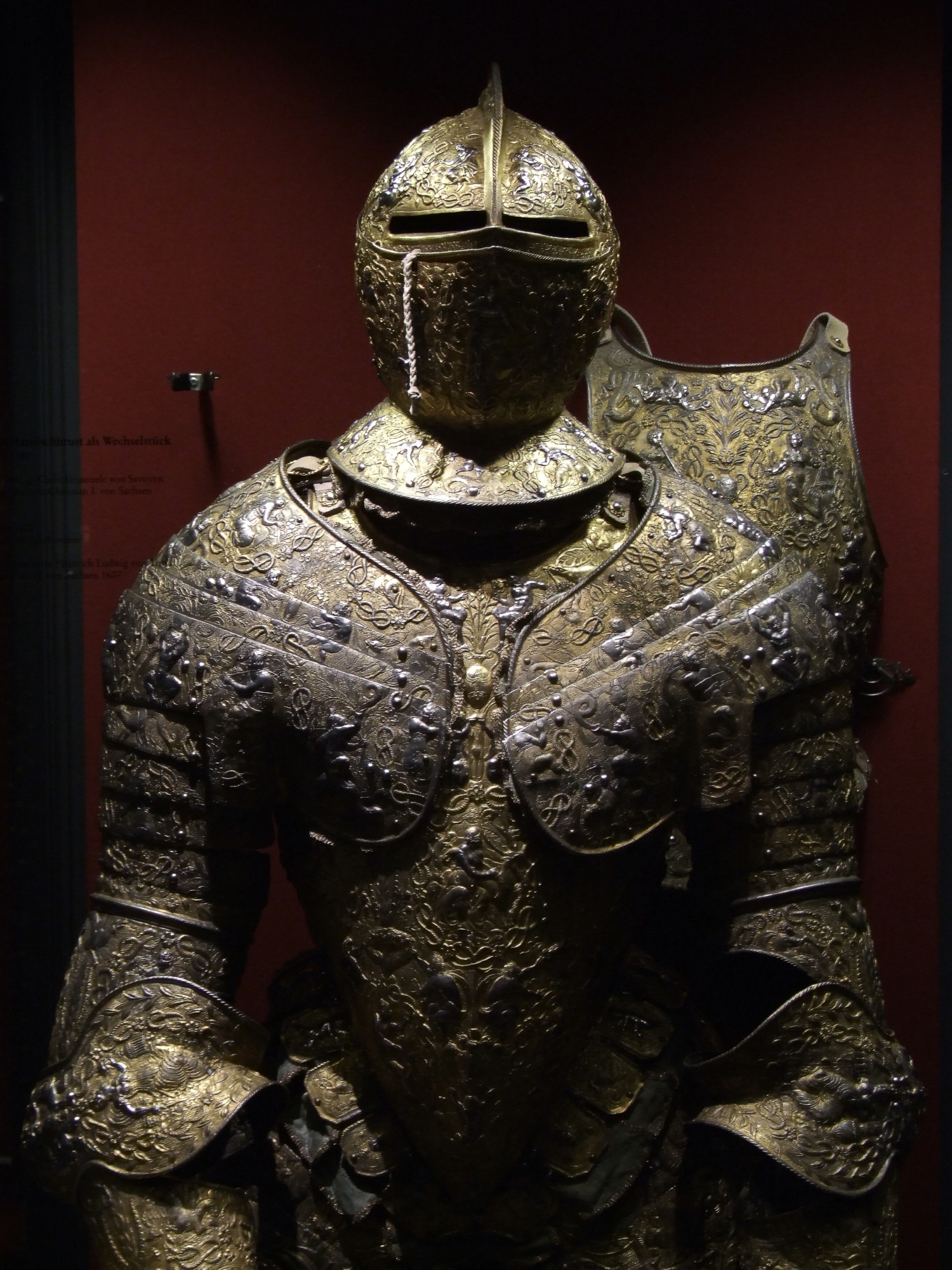

Fondée il y a presque cinq siècles, la Rüstkammer est la plus ancienne des collections de Dresde. Elle fut d’abord installée au Château de la Résidence, mais, dès 1588, eu son propre bâtiment complété d’une écurie et d’une cour de tournois. En tant que magasin pour les équipements nécessaires aux jeux chevaleresques, aux cérémonies et aux chasses de la cour, la Rüstkammer constituait autrefois un centre bien vivant  qui fut pendant des siècles une attraction majeure pour les hôtes de la cour. 
Le Prince électeur Auguste le Fort, dont le règne correspond à l’apogée de Dresde, acquit nombre de ces pièces au XVIIe siècle Mais les pièces de la collection sont en majorité des pièces du passé de Dresde. La représentation du pouvoir passait particulièrement par les armes et armures, et la maison princière des Wettin ne dérogea pas à la règle. L’origine de la collection provient également du goût prononcé des princes locaux pour les tournois. La tradition des tournois à la cour des Prince-électeurs saxons s’étale en effet du XVIe siècle au XVIIe siècle. La chasse était également très prisée par la cour, et Auguste III, le successeur d’Auguste le Fort, réunit les meilleures armes de chasse du monde dans la galerie des fusils aménagée par lui-même dans le long couloir des écuries.

## Pièces majeures
Parmi les pièces majeures de la Rüstkammer se trouvent les trois épées des Princes Saxons, le costume de cérémonie du XVIe siècle du prince Moritz, les armes de cérémonie en or du Barcelonais Père Juan Poch et l’ensemble d’armures de tournoi réalisé par l’armurier d’Augsburg Anton Peffenhauser. Une attention tout particulière est naturellement portée à l’ensemble des armures de cérémonie pour hommes et chevaux réalisé par l’orfèvre d’Anvers Elisaeus Libaerts pour le roi de Suède Erik XVI, avec comme pièce maîtresse l’Armure dorée, dite "Armure d’Hercule".

## Actualité et futur
La Rüstkammer se trouve dans la salle est du Semperbau (Bâtiment Semper), aile du Zwinger qui abrite aussi la Gemäldegalerie Alte Meister. La Salle des Colonnes, reconstruite en 1992 d’après les plans de Gottfried Semper, présente une imposante rangée d’armures. L’ambiance historique du bâtiment s’harmonise avec cette collection dont la formation remonte à la Renaissance. 
En 2013, une fois les travaux au Château de la Résidence (Residenzschloss) terminés, cette collection y regagnera sa place d’origine, dans des salles somptueusement aménagées qui sont situées au premier et au deuxième étage de ce château. Elle se trouvera donc près du Cabinet Turc (Türckische Cammer), collection faisant autrefois partie de la Rüstkammer mais qui est un musée à part entière depuis mars 2010.

## Lien
www.skd.museum

## Sources
- Brochure des Staatlichen Kunstsammlungen Dresden, publiée en 2009
- Dossier de l’Art no 98, hors série de L’Estampille/L’objet d’art, juillet-août 2003 : Dresde, Les fabuleuses collections des princes de Saxe
- State of the Art since 1560, highlights of the anniversary in 2010, Staatliche Kunstsammlungen Dresden